# Total (album)
Total is het tweede studioalbum van de Amerikaanse poppunkband Teenage Bottlerocket. Het werd uitgegeven op 12 april 2005 door Red Scare Industries en werd opgenomen in The Blasting Room door Andrew Berlin en Bill Stevenson. De nummers "Radio" en "Blood Bath at Burger King" werden opgenomen op  29 en 30 oktober 2004 en de andere nummers van 18 tot 23 december 2004 en van 3 tot 6 januari 2005.

## Nummers
1. "Radio" - 2:23
2. "So Cool" - 2:36
3. "Stupid Games" - 2:27
4. "Fall for Me" - 3:02
5. "Crashing" - 1:23
6. "Lost in Space" - 2:02
7. "Go Away" - 2:14
8. "Rebound" - 2:18
9. "Blood Bath at Burger King" - 2:27
10. "Veronica " - 1:15
11. "Repeat Offender" - 2:20
12. "A Bomb" - 1:38
13. "So Far Away" - 3:38

## Band
- Ray Carlisle - basgitaar, zang
- Kody Templeman - gitaar, zang
- Joel Pattinson - gitaar, achtergrondzang
- Brandon Carlisle - drums